# 穆胡鲁

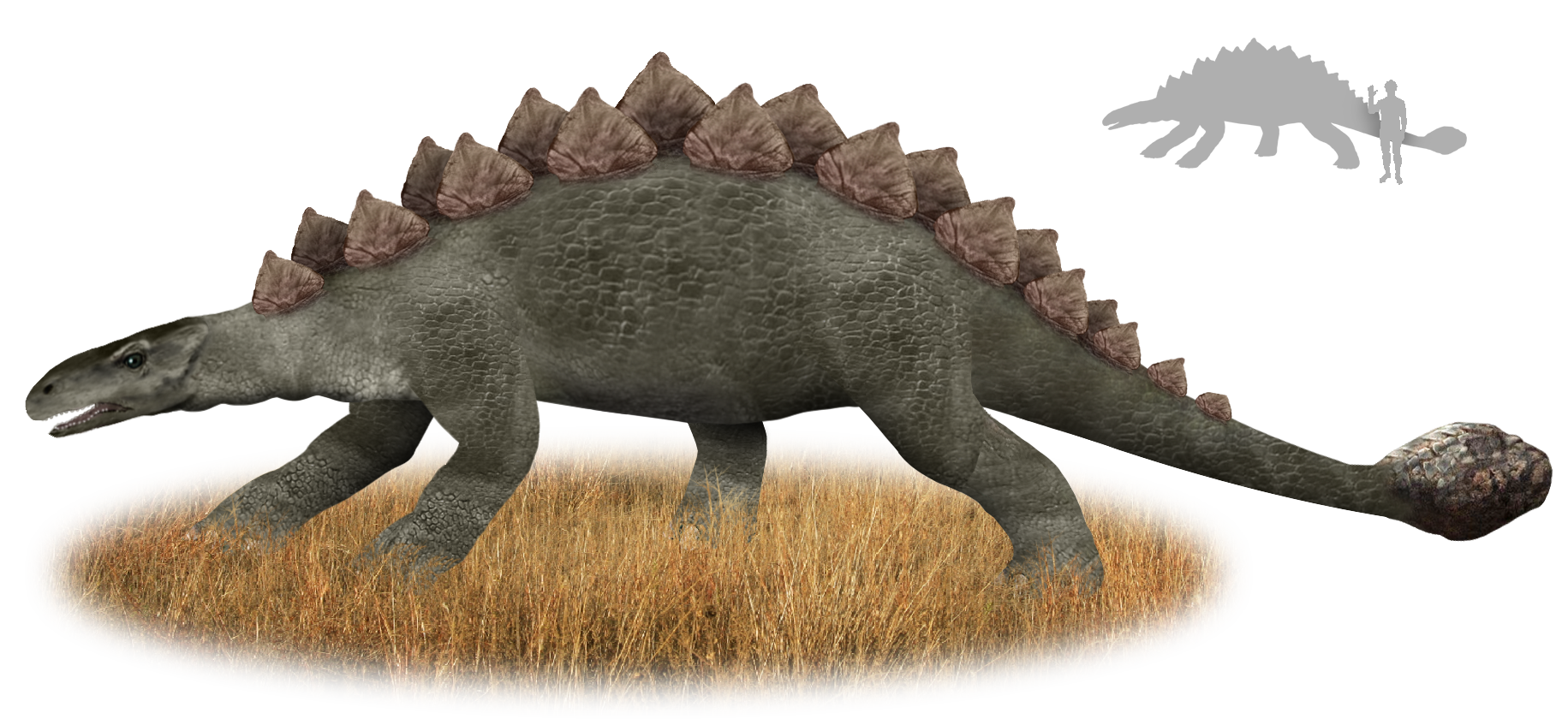
穆胡鲁的想象图。

穆胡鲁（Muhuru）是一种传闻出没于非洲肯尼亚的神秘生物，它通常被描述为一只四足巨型野兽，背上长着剑龙般的骨板，尾部则长着一个尾锤。目前已知第一例有记载的目击是传教士Cal Bombay与妻子的目击。在神秘动物学中，穆胡鲁被认为可能是幸存的剑龙或甲龙。另有一种奇特的理论的理论认为，穆胡鲁或许是剑龙演化出的新亚种，并于白垩纪大灭绝幸存至今。